# Universitair Psychiatrisch Centrum Duffel

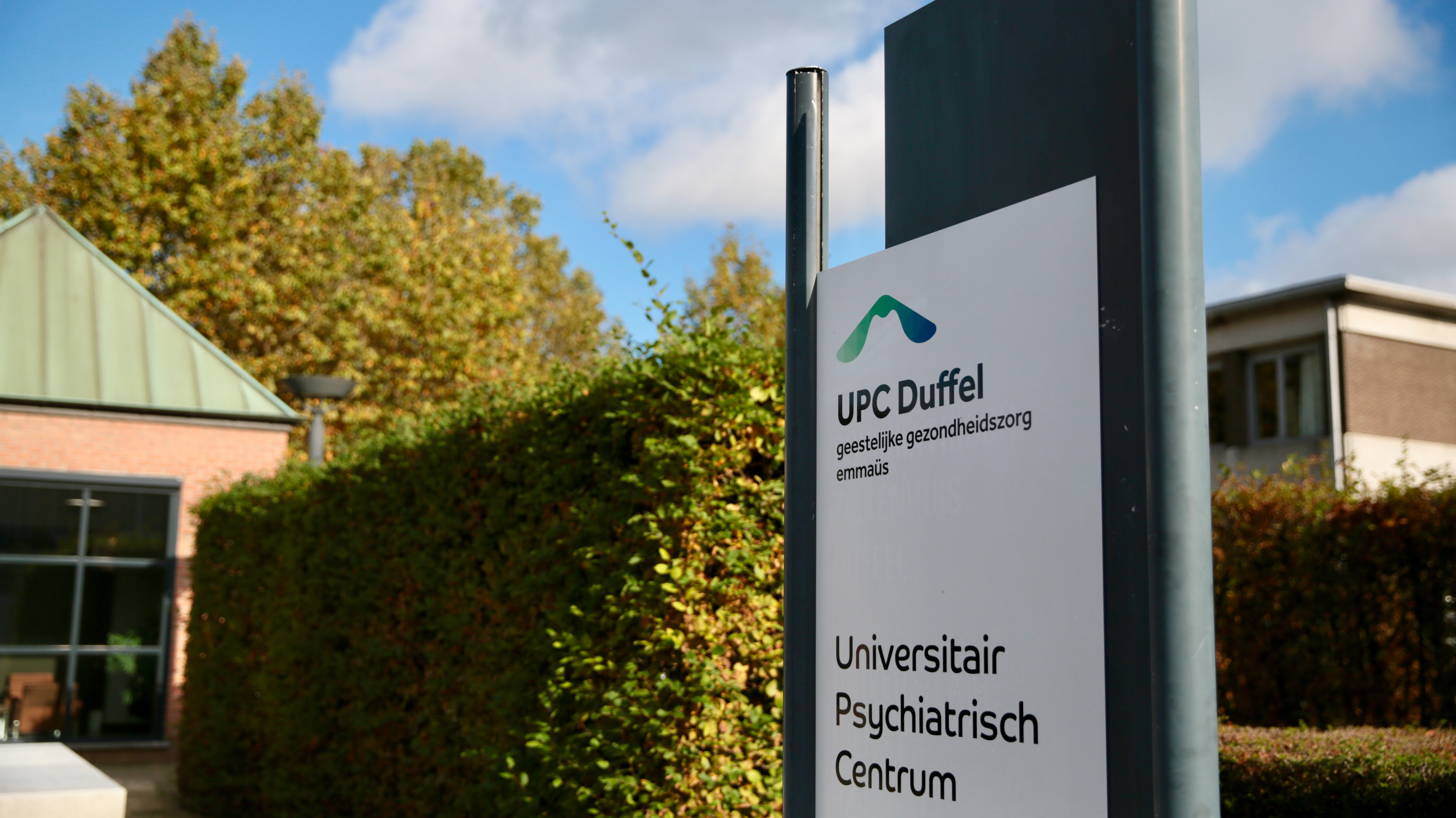
Ingang van UPC Duffel (© Goedele Miseur)

Het Universitair Psychiatrisch Centrum Duffel (UPC Duffel) is een Belgisch universitair opname- en behandelcentrum voor volwassenen met psychiatrische problemen, gelegen te Duffel in de provincie Antwerpen. Het bestaat uit:
- het Universitair Psychiatrisch Centrum Duffel.
- het Psychiatrisch Verzorgingstehuis Schorshaegen, met een campus in Duffel en een campus in Heist-op-den-Berg
- Este, bestaande uit een initiatief Beschut Wonen (met huizen te Duffel, Mechelen, Lier, Boom en Koningshooikt), activering, een mobiel team en een revalidatiecentrum (RC Pastel).

Het UPC Duffel maakt deel uit van het netwerk Emergo, een samenwerkingsverband voor gemeenschapsgerichte geestelijke gezondheidszorg in regio Mechelen.

## Geschiedenis
Het Universitair Psychiatrisch Centrum Duffel vond zijn oorsprong in het christelijke ideaal van de naastenzorg. In de 17e eeuw vestigden vijf zusters uit het Begijnhof van Oisterwijk bij 's-Hertogenbosch zich in Duffel. Bij hun vestiging stelden ze zich ter beschikking van de gemeenschap: ze stonden de pastoor bij, ze zorgden voor ziekenzorg aan huis en gaven les aan de jonge meisjes. In de 18e eeuw kwam er een nieuwe taak bij: zij namen 'uitzinnige vrouwen' in de kost tegen een geringe vergoeding. In 1950 werd het kloostergebouw erkend als een gesticht. In 1921 organiseerde de Congregatie zich als een vzw met de naam Gesticht der Zusters Norbertienen van Duffel. Later, in 1968, werd de naam gewijzigd tot Covabe (Convent van Bethlehem).
In 1998 fusioneerden vzw Gezondheidszorg Covabe en de Christelijke Mutualiteiten Mechelen en vormden ze de Groep Emmaüs. Sindsdien voegden Groep Ivo Cornelis (Jeugdhulpverlening), Nieuw Medister (na fusie met PC Bethanië; Elim), Van Celsthuis en het AZ Sint-Maarten campus Zwartzustersvest (Dodoensziekenhuis) zich toe aan de groep.
Covabe zelf groeide uit tot het Psychiatrisch Centrum Sint-Norbertushuis. In 2013 veranderde het ziekenhuis zijn naam in 'Psychiatrisch Ziekenhuis Duffel'.
Op 4 oktober 2019 kreeg het ziekenhuis zijn huidige benaming, verwijzend naar de samenwerking met de Universiteit Antwerpen en het Universitair Ziekenhuis Antwerpen: Universitair Psychiatrisch Centrum Duffel.

## Behandelaanbod
Het UPC Duffel is een gespecialiseerd centrum en biedt opname en behandeling aan voor volwassenen met psychiatrische problemen. Het aanbod is gestructureerd in zorgprogramma's:
- Opname
- Stemming
- Psychose
- Verslaving
- Persoonlijkheid
- Rehabilitatie
- Ouderen

Naast een aantal opnameafdelingen biedt het psychiatrisch centrum ook de mogelijkheid tot ambulante behandeling via daghospitalisatie en een polikliniek. Verder zorgen mobiele teams voor hulpverlening in de thuissituatie van patiënten. Ten slotte biedt men ook elektroconvulsietherapie (ECT) aan als behandeling.

## Grootte
UPC Duffel werd erkend voor 601 plaatsen (opname en dagbehandeling). In navolging van de wetgeving inzake artikel 107 van de ziekenhuiswet werden op 1 juli 2016 en op 1 januari 2017 telkens 30 bedden bevroren. Met de vrijgekomen middelen werden twee mobiele teams opgericht die patiënten thuis begeleiden.

## Universitaire samenwerking
Op 25 januari 2011 ondertekenden het toenmalige Psychiatrisch Ziekenhuis Duffel en het Universitair Ziekenhuis Antwerpen een samenwerkingsovereenkomst. Op 20 september 2012 werd de universitaire ziekenhuisdienst psychiatrie (PZD-UZA) formeel erkend bij Koninklijk Besluit.
Binnen het psychiatrisch ziekenhuis omvatte deze universitaire ziekenhuisdienst aanvankelijk drie hospitalisatiediensten met korte verblijfsduur. Sindsdien zette de academiseringsbeweging zich verder over de andere zorgprogramma's. Er lopen steeds verschillende onderzoeken binnen het ziekenhuis.

### SINAPS
In samenwerking met de UA richtte UPC Duffel onderzoekscentrum SINAPS (Scientific Initiative for Neuropsychiatric and Psychopharmacological Studies) op. SINAPS is gespecialiseerd in het opzetten en uitvoeren van academisch en farmaceutisch wetenschappelijk onderzoek binnen de onderzoeksdomeinen psychiatrie en neurologie.
In 2016 kwam de Corsellis-SINAPS-hersencollectie in het bezit van SINAPS. Sindsdien ligt de collectie opgeslagen op het domein van UPC Duffel. De collectie is een waardevolle gegevensbron voor toekomstig psychiatrisch onderzoek.

## Belangrijke thema's binnen UPC Duffel

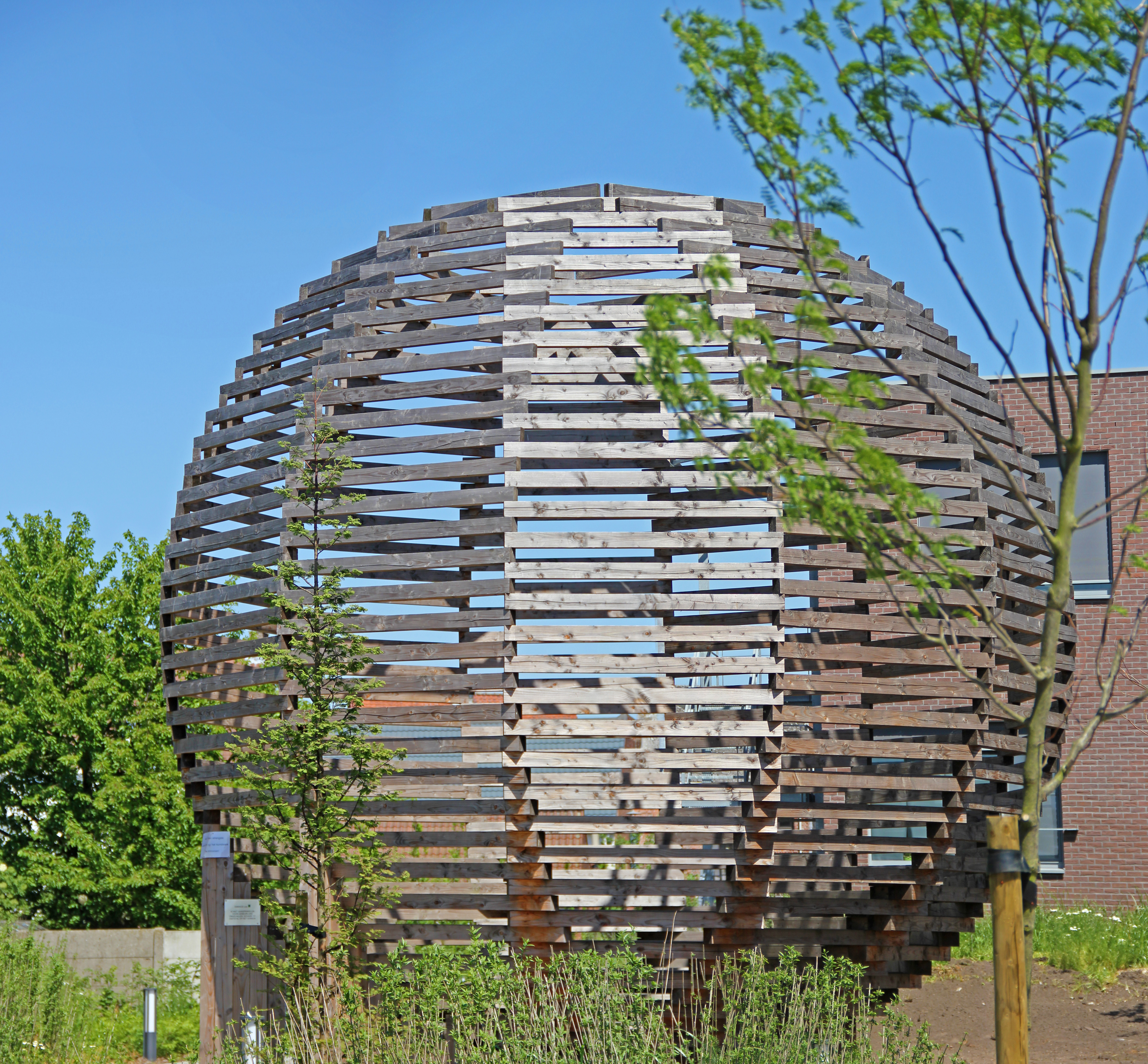
Het kunstwerk Untitled #151 van Aeneas Wilder (© Tom Verhaeghe)

Naast academisering wordt binnen het psychiatrisch centrum sterk ingezet op thema's als herstel, kwaliteit en patiëntveiligheid, gezondheid en duurzaamheid.
UPC Duffel zet zich reeds enkele jaren in voor Suyana Peru, een vzw die de armste inwoners van de sloppenwijk Villa El Salvadór in Lima ondersteunt.
In het kader van beeldvorming werkte het psychiatrisch centrum ook reeds verschillende culturele initiatieven uit. Zo vonden de afgelopen jaren drie tentoonstellingstriënnales rond hedendaagse kunst plaats:
- 2010: Disturbed Silence – Stilte Gestoord
- 2013: What Matters – Waar het op aan komt
- 2018: glorious (?) FAILURE

Verschillende werken uit deze tentoonstellingen kregen ondertussen een vaste plaats op het domein van de voorziening.

## Referentie
- 20 september 2012. - Koninklijk besluit tot aanwijzing van de universitaire ziekenhuisdiensten, universitaire ziekenhuisfuncties en universitaire zorgprogramma's voor de associatie « Psychiatrisch Ziekenhuis Sint-Norbertus Duffel - Universitair Ziekenhuis Antwerpen » (Numac: 2012024317)